# Sven stenhuggare

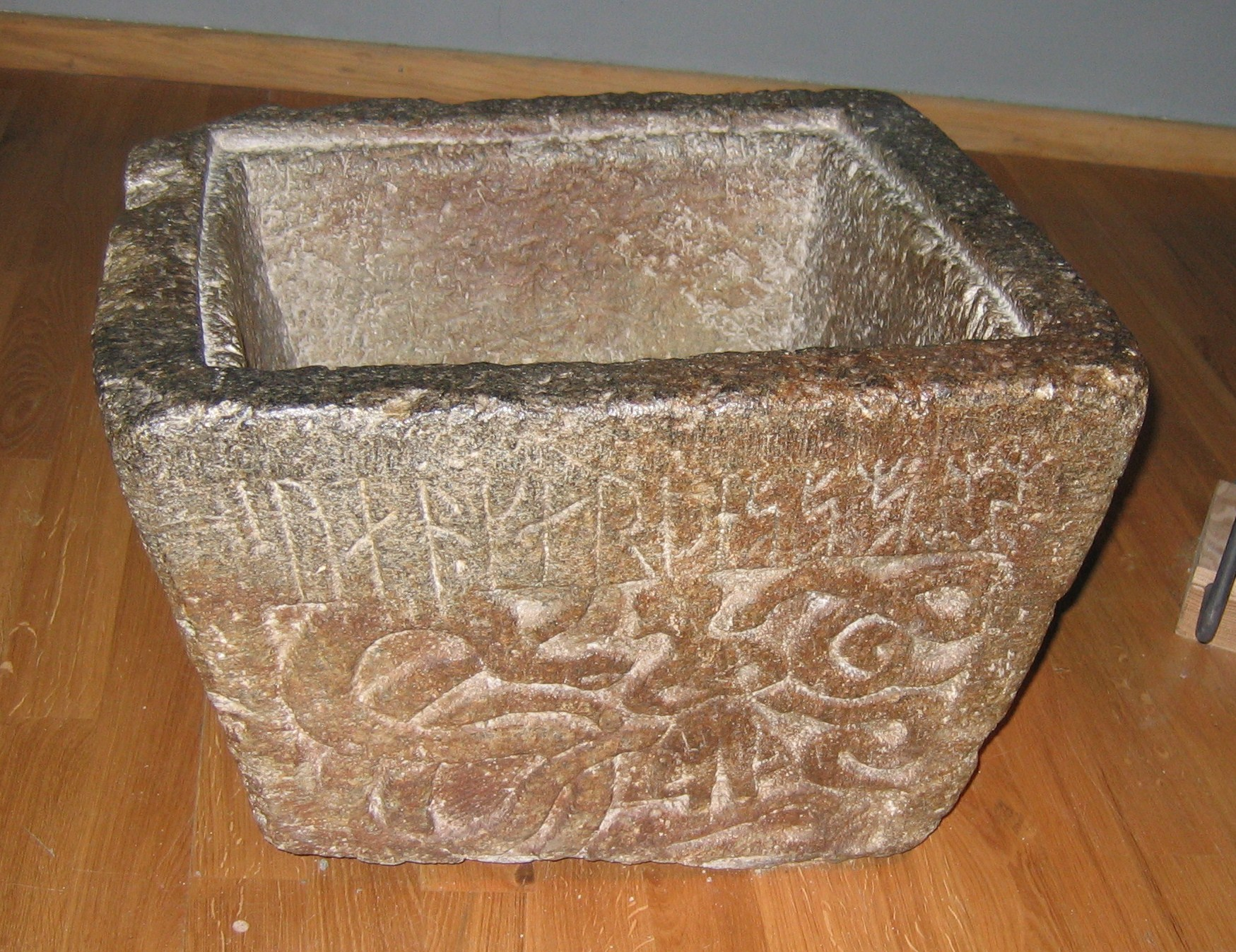
Dopfunten från Norums kyrka.

Sven stenhuggare är ett anonymnamn på en stenhuggare, verksam på 1100-talet.
Sven stenhuggare utförde en dopfunt till Norums kyrka, som han signerade i dopfuntskuppan i runskrift med orden Sven gjorde mig. Den till formen ålderdomliga fyrkantiga kuppan är nedåt avsmalnande. Sidorna är försedda med en platt och låg relief, som framställer enkelt huggna figurer. Under signaturen ser man en figur omgiven av stora slingrade ormar, vilka anses syfta på den fornnordiska sagan om Gunnar i ormgropen. Funten har endast ett kristet motiv som visar två kors i varsin rundbåge på en av sidorna, på de övriga sidorna ser man orm- och bandslingeornament. Den förvaras numera vid Statens historiska museum. 

## Verk
De fyrkantiga dopfuntarna i Harestads kyrka, Kareby kyrka och Resteröds kyrka, liksom de runda i Stenkyrka kyrka och Valla kyrka, räknas som besläktade med funten från Norums kyrka.

### Norumfuntens fyra sidor

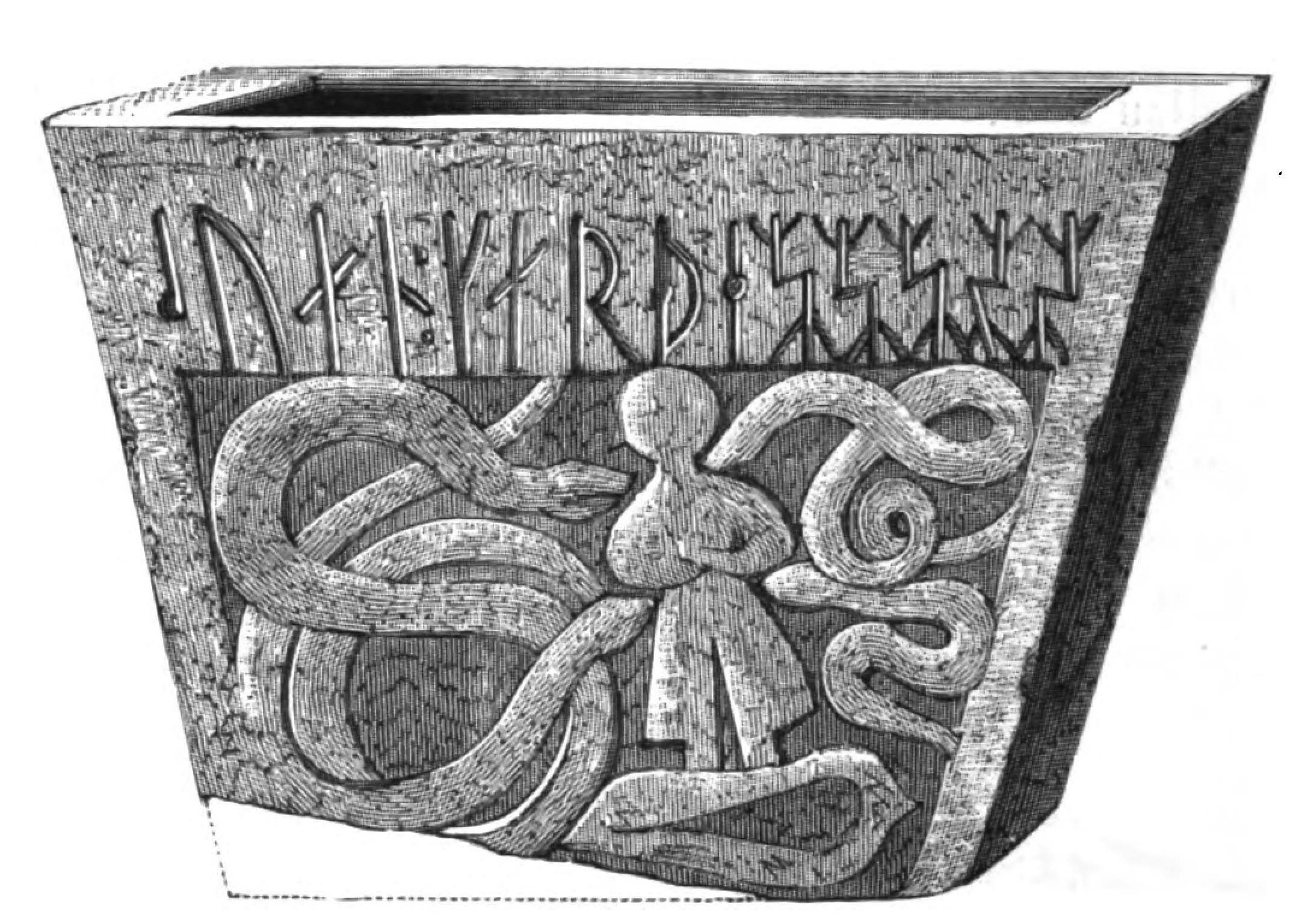
En mansfigur omgiven av fyra slingrande ormar, vars fötter trampar på ett ovalt föremål. Runraden har uttytts: Sven gjorde mig.
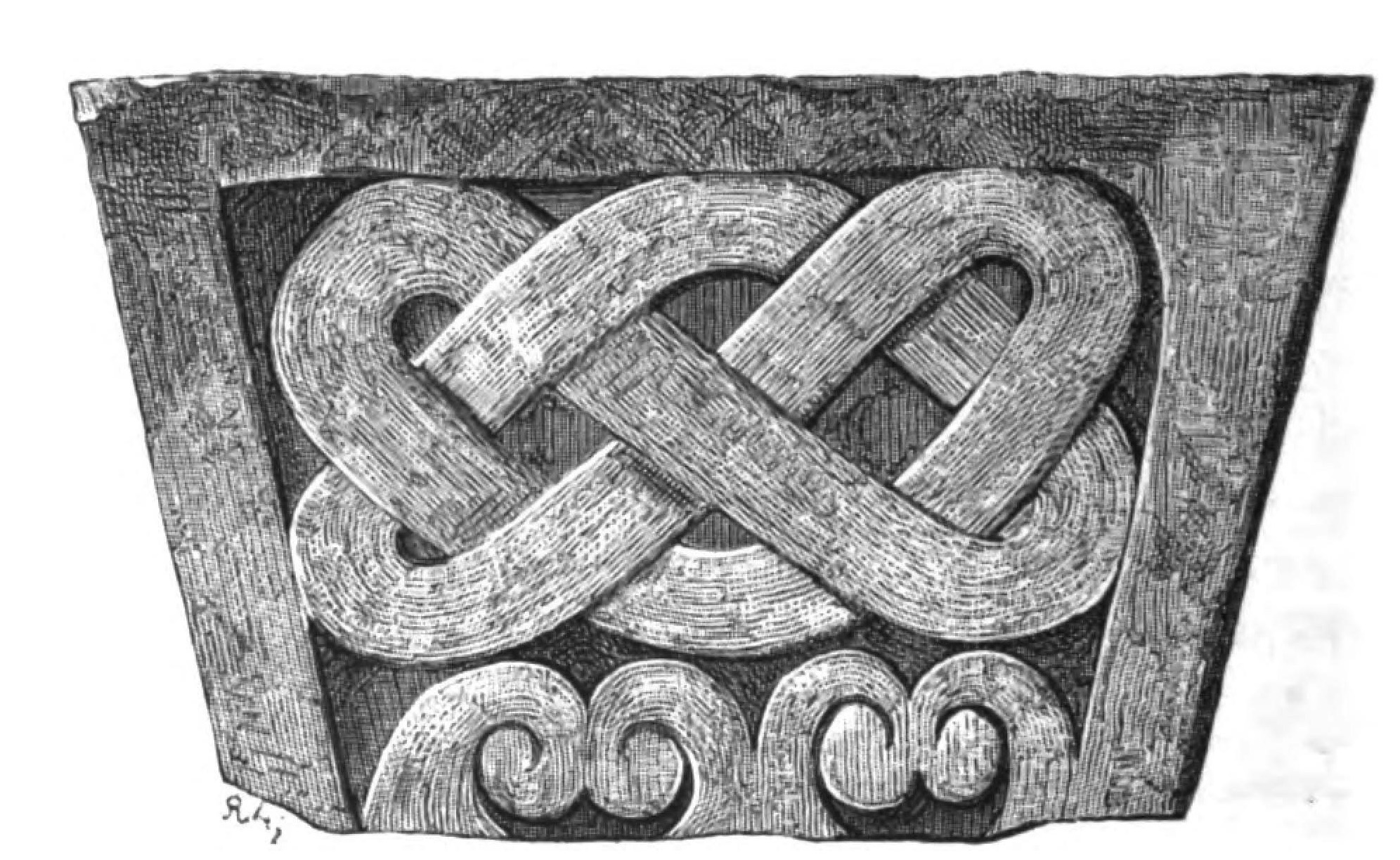
Enkel bandkringla och därunder två ornament.
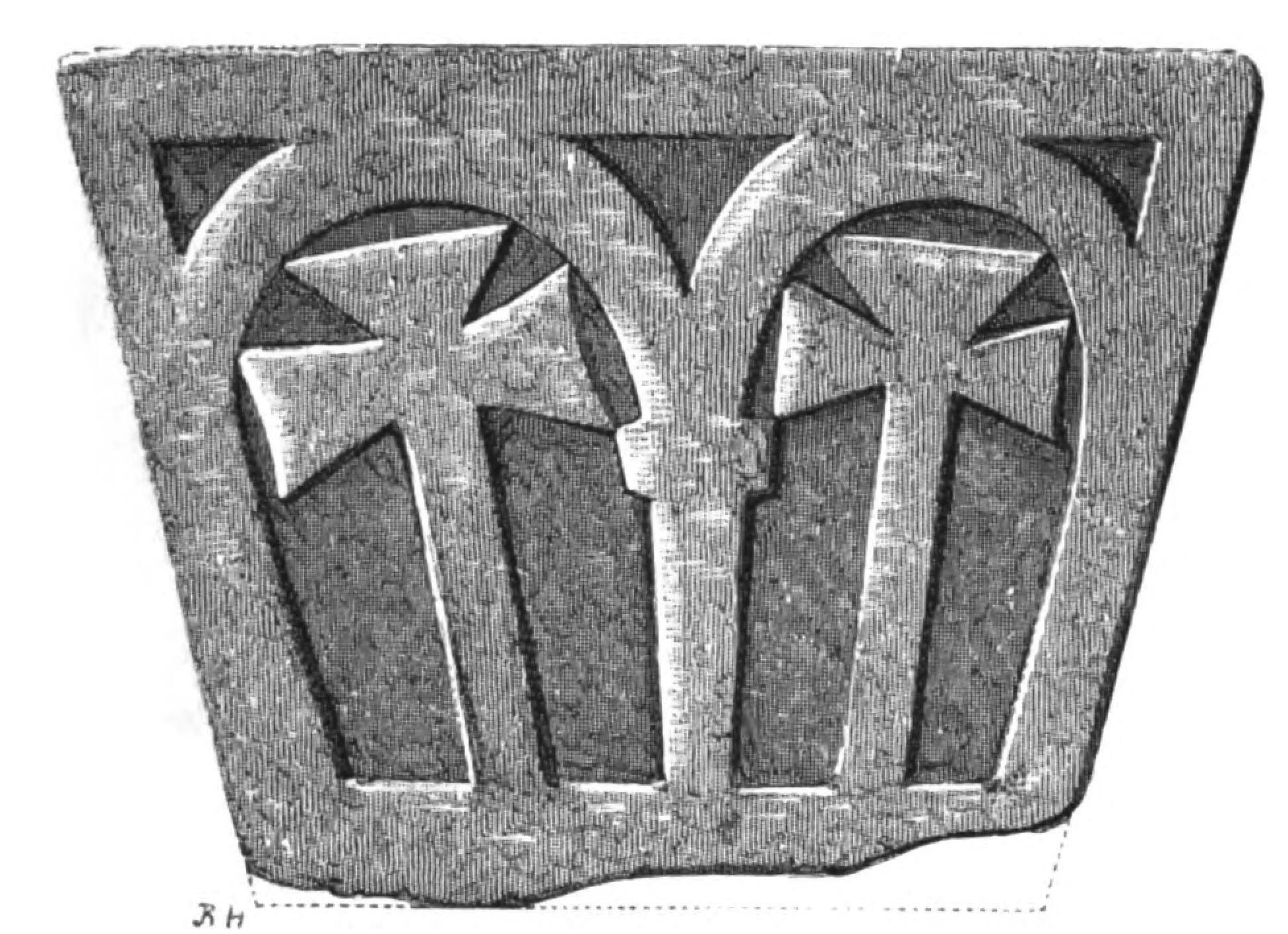
Två stående kors inom var sin arkad.
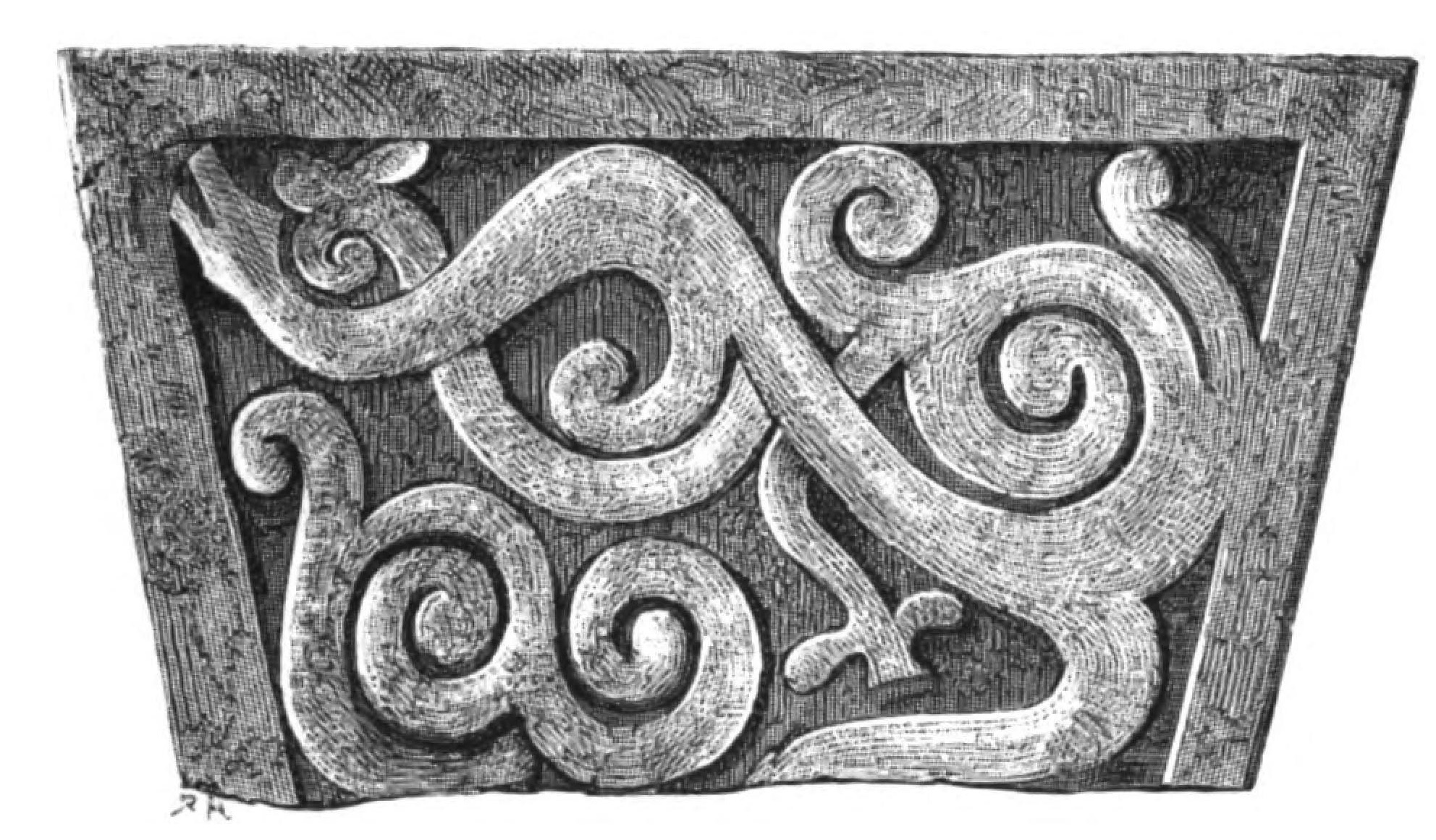
Breda rankor i platt relief som bildar spiraler. En avslutas med ett djurhuvud.